# زین‌الدین کشی
زین الدین کشی از شاگردان فخر رازی است و در منطق آرائی دارد. کاتبی در بحر الفوائد و المنصص، در مبحث عکس نقیض می‌گوید که کشی در این باره به روش قدما رفته‌است. در کشف الاسرار، بیان الحق و لسان الصدق و مطالع الانوار و شرح آن را از کشی نقل قول شده‌است

## آراء منطقی
1. کشی دربارهٔ موجبه جزئیه معتقد است که هرگاه قضیه اصل محصله باشد و موضوع مساوی با محمول باشد، مانند ناطق نسبت به انسان، یا اعم مطلق باشد، مانند حیوان نسبت به انسان، یا اخص مطلق باشد، مانند انسان نسبت به حیوان، عکس نقیض دارد و اگر قضیه معدولة المحمول باشد، یا موضوع اعم من وجه و اخص من وجه باشد، عکس نقیض ندارد.[۲][۳]
2. منطق دانان گفته‌اند که هرگاه صغري و کبري شکل اول موجهه باشد نتیجه تابع کبراست؛ بنابراین اگر صغرا ضروری و کبرا دائمی باشد نتیجه دائمی خواهد بود، اما از نظر کشی نتیجه ضروری است.[۴]
3. کشی معتقد است اگر صغرای شکل اول ممکنه باشد با شش دسته کبرای موجهه سالبه منتج خواهد بود.[۵][۶]